# チョウジガマズミ
チョウジガマズミ（学名：Viburnum carlesii var. bitchiuense ）は、レンプクソウ科（旧分類ではスイカズラ科）ガマズミ属の落葉低木。オオチョウジガマズミ（学名：Viburnum carlesii var. carlesii ）を分類上の基本種とする変種。別名、チュウゴクガマズミ。
新しいAPG植物分類体系ではガマズミ属は、ニワトコ属とともに、スイカズラ科からレンプクソウ科に移されている。

## 特徴
落葉低木。樹高は1-3mになり、まばらに分枝する。幹の樹皮は灰褐色で、縦に裂け目が入る。若い枝は紫褐色で、ごく細かい星状毛が生える。葉は対生し、葉柄は長さ3-9mmになり、ごく細かい星状毛が生え、托葉はない。葉身は長さ3-10cm、幅1.5-7cm、形は広卵形から狭楕円形、まれに心形で、先端は鋭頭または短い鋭尖頭で、基部は円形でときに心形になり、縁には鋸歯がある。葉の表面は分岐毛か短い開出毛があり、裏面には褐色の粉状の細かい星状毛と1-7放射状の星状毛が密生する。側脈は4-6対あり、わずかに曲がって葉の縁まで伸び、表面はへこみ裏面に突き出る。
花期は4月下旬-5月。枝先に径3-6cmになる集散花序をつけ、まばらに多数の花をつける。総花柄は長さ2-4cm、花序枝は4-6個が放射状に伸び、星状毛が生える。苞と小苞があり、長さ3-5mmの卵形から楕円形で、細かい星状毛があり、苞は早く落ちる。萼は5裂し、裂片は長さ0.7-1mmの小さな扁平な卵形で毛はない。花冠は高杯状、径10-15mm、花冠筒部は長さ8-10mmの狭円筒形で、花冠の先は5裂して平開し、裂片は長さ5-6mmの広卵形、白色で花冠外側はピンク色を帯び、つぼみ時は赤紫色で、花に芳香がある。雄蕊は5個あり、花糸の下部は花筒と合着し、花糸の離生部の長さ2-4mm、葯は長楕円形で長さ1.6-2mmになり、黄色。子房は長さ2.5-4mmで無毛、花柱は長さ1-1.3mmで緑色、柱頭は円盤状で赤色になる。果期は6-10月。果実は長さ7-10mmになる扁平な長楕円形の核果で、黒く熟す。中に種子1個が入る核は、長さ6-8mm、厚さ約2mmになる楕円形で、核の背側に3本、腹側に2本の浅い溝がある。

## 分布と生育環境
日本では、本州の中国地方、四国の香川県・愛媛県、九州の福岡県に分布し、標高20-500mの山地にまれに生育し、石灰岩質の急な斜面や海岸の岩場にもみられる。岡山県、香川県、福岡県の各一部地域にややまとまった分布域が知られる。日本以外では朝鮮半島に分布する。

## 保全状況評価
準絶滅危惧（NT）（環境省レッドリスト）

## ギャラリー
- 花冠筒部が長いことから「丁字」（ちょうじ）という[3]。

## 基本変種
- オオチョウジガマズミ Viburnum carlesii Hemsl. var. carlesii [5] - チョウジガマズミの分類上の基本種で、チョウジガマズミより葉にまるみがあり、花が密につき、花が大きい。日本では対馬のみに分布し、日本以外では朝鮮半島に分布する[2][3]。環境省の絶滅危惧IB類(EN)に選定されている。